# Franciszek Onufry Bieliński
Franciszek Onufry Bieliński herbu Junosza, inna forma nazwiska: Biliński, pseud.: Bezimienny autor  (ur. 23 listopada 1742 roku, zm. 24 października 1809 roku w Warszawie) – generał major wojsk koronnych, pisarz wielki koronny w latach 1784–1793, konsyliarz Rady Nieustającej w 1780 roku, członek Komisji Edukacji Narodowej w latach 1776–1783, starosta sztumski w 1765 roku, starosta czerski w 1762 roku, starosta garwoliński i osiecki w 1757 roku, działacz oświecenia, pedagog, zwolennik powszechnego nauczania, przedstawiciel dyplomatyczny Rzeczypospolitej w Królestwie Francji w 1762 roku, szambelan Augusta III Sasa w 1761 roku, asesor Kompanii Uprzywilejowanej Manufaktur Wełnianych w 1769 roku.

## Życiorys
Syn Michała, wojewody chełmińskiego, i Tekli z Pepłowskich. Był bratankiem (synowcem) Franciszka Bielińskiego, marszałka wielkiego koronnego. Był ojcem Tekli Łubieńskiej. W domu otrzymał staranne wykształcenie. W roku 1757 został starostą garwolińskim i osieckim, 5 lat później (1762) starostą czerskim, a wkrótce potem starostą sztumskim. W roku 1763 uczestniczył w poselstwie do Francji. Po powrocie do kraju ożenił się z Krystyną Sanguszkówną i zaczął czynić starania o powiększenie swych dóbr.
Był elektorem Stanisława Augusta Poniatowskiego z ziemi czerskiej w 1764 roku. Na sejmie koronacyjnym 1764 roku wyznaczony ze stanu rycerskiego do Asesorii Koronnej.
W 1766 roku był posłem na Sejm Czaplica z ziemi czerskiej. Członek konfederacji Andrzeja Mokronowskiego w 1776 roku i poseł na sejm 1776 roku z ziemi czerskiej. 
Jako jeden z pierwszych nawiązał kontakt z Komisją Edukacji Narodowej, przedstawiając swe projekty reformy szkolnictwa. Od roku 1776, już jako jej członek, zajął się porządkowaniem funduszu edukacyjnego. Popierał rozwój oświaty, nie tylko dla szlachty, ale dla wszystkich stanów, także oświaty kobiet. Był rzecznikiem nowoczesnych programów kształcenia, z polskim językiem wykładowym. Wraz z pedagogami ks. Antonim Popławskim, i ks. Adolfem Kamieńskim opracował projekt pt. „Rady i uwagi co do nowego urządzenia szkół narodowych”, w którym pojawiły się postulaty napisania nowych książek do nauczania w języku polskim dzięki czemu przyczynił się do powstania Towarzystwa do Ksiąg Elementarnych  .
W roku 1775 na wezwanie Uniwersału ks. Piramowicza napisał projekt oświatowy: Sposób edukacji w XV listach opisany..., w którym proponował (po raz pierwszy na gruncie polskim) powszechność kształcenia oraz odpowiednią edukację dla każdego stanu społecznego. Chłopi i mieszczanie – szkółka parafialna, szlachta – szkoły wojewódzkie (średnie; elementarna edukacja w domu), duchowni – seminaria.
Był członkiem Rady Nieustającej w latach 1780–1784 (jej konsyliarzem w latach 1782–1784), a w latach 1784–1793 pisarzem wielkim koronnym. Przez 4 lata przebywał we Włoszech (1787–1790).
W powstaniu kościuszkowskim uczestniczył jako komisarz porządkowy stężycki, a wkrótce jako generalny komisarz prowiantowy i furażowy Wojsk Rzeczypospolitej z rangą generała majora (od 22 sierpnia 1794). Organizował zaopatrzenie i uzbrojenie sił zbrojnych; faktycznie główny kwatermistrz armii. Następnie stał na czele Komisariatu Generalnego powołanego przez Kościuszkę 6 września 1794 do kontroli zaopatrzenia wszystkich dywizji rozlokowanych pod Warszawą. 
Otrzymał Order Świętego Stanisława w 1775 roku i Order Orła Białego w 1785 roku. Zmarł w roku 1809 w Warszawie.

## Twórczość
Autor licznych publikacji na różne tematy niewojskowe.

### Ważniejsze utwory
- Sposób edukacji w XV listach opisany, które do Komisji Edukacji Narodowej od bezimiennego autora były przesłane. R. P. 1775[13], (Warszawa 1775); wyd. następne: wyd. S. Siedlecki, Kraków 1888, Biblioteka Pedagogiczna Towarzystwa Nauczania Szkół Wyższych, t. 1; fragmenty przedr.: S. Tync "Komisja Edukacji Narodowej", Wrocław (1954), Biblioteka Narodowa, seria I, nr 126; Z. Florczak, L. Pszczołowska: Ludzie Oświecenia o języku i stylu, t. 2, Warszawa 1958; J. Lubieniecka Reforma programu szkolnego Komisji Edukacji Narodowej. Wybór tekstów, Warszawa (1962); brulion 13 listów datowanych 1773, w Bibliotece PAN Kraków, sygn. 666.

### Listy i materiały
- Recueil des avant-propos... (notatki z podróży do Włoch w latach 1787–1790), rękopis: Biblioteka Jagiellońska, sygn. 4279
- Raport z podróży do Włoch przesłany Stanisławowi Augustowi w styczniu roku 1788, rękopis: Biblioteka Czartoryskich, sygn. 732, k. 81-86
- List od Stanisława Augusta z 22 kwietnia 1788, rękopis: Biblioteka Czartoryskich, sygn. 732, k. 43.

## Literatura dodatkowa
- Irena Turowska-Barowa: Bieliński Franciszek. W: Polski Słownik Biograficzny. T. 2: Beyzym Jan – Brownsford Marja. Kraków: Polska Akademia Umiejętności – Skład Główny w Księgarniach Gebethnera i Wolffa, 1936, s. 50–51. Reprint: Zakład Narodowy im. Ossolińskich, Kraków 1989, ISBN 83-04-03291-0
- T. 4: Oświecenie. W: Bibliografia Literatury Polskiej – Nowy Korbut. Warszawa: Państwowy Instytut Wydawniczy, 1966, s. 243-244.